# Milly - Vampiro per gioco
Milly - Vampiro per gioco (Mona the Vampire) è una serie televisiva a cartoni animati franco-canadese creata da Sonia Holleyman e prodotta da Alphanim e Cinar, in associazione con YTV, Fancy Cape Productions, Animation Services (stagione 3), Canal J, Tiji (stagioni 3 e 4). La serie è basata sulla collana di libri scritta dalla Holleyman, e in seguito da Hyawim Oram. Viene trasmessa in Canada su YTV dal 13 settembre 1999, in Francia su France 3 dal 30 ottobre 2000 e in Italia su Italia 1 nel settembre 2001, con la sigla italiana interpretata da Cristina D'Avena.

## Trama
La serie segue le avventure di Milly Parker, il cui alter-ego è Milly la Vampira, una bambina di dieci anni dotata di una fervida immaginazione, del suo gatto Graffio e dei suoi due migliori amici: Lily Duncan, alias la Principessa Gigante, e Charley Bones, soprannominato l'Uomo-scossa. I quattro, in ciascun episodio, tenteranno di sconfiggere un mostro o di risolvere un misterioso evento soprannaturale che loro crederanno si stia verificando in città, ma dietro ad ognuno di questi enigmi potrebbe celarsi una spiegazione razionale.

## Personaggi
- Milly Parker/Milly la Vampira - doppiata in inglese da Emma Taylor-Isherwood e in italiano da Federica Valenti.
- Charley Bones/Uomo-scossa - doppiato in inglese da Justin Bradley e in italiano da Davide Garbolino.
- Lily Duncan/Principessa Gigante - doppiata in inglese da Carrie Finlay e in italiano da Maura Marenghi.
- Angela Smith - doppiata in inglese da Tia Caroleo e in italiano da Patrizia Mottola.
- Genitori di Milly - doppiati rispettivamente in inglese da Marcel Jeannin (padre) e Carole Jeghers (madre) e in italiano da Daniele Demma (padre) e Patrizia Scianca (madre).
- George Dumol
- Fang
- Direttore della scuola Shawbly
- Madeleine Gotto
- Sig.ra Bryerson
- Agente Halcroft
- Belinda
- Lawrence
- Sindaco Rosenbaum
- Von Kreepsula
- Robin